# Stromsee-Modell
Der Begriff Stromsee-Modell hat sich für ein Modell etabliert, das dem Stromkunden die derzeitige Situation der Stromerzeugung und des Marktes anschaulich darstellen soll. Vorrangig findet der Begriff Stromsee als Marketingbegriff von nicht verbrauchten Versorgungsüberschüssen zwischen Stromversorgern und stromabhängigen Geräten (Endverbrauchern) Verwendung.

## Begriffsdefinition
Anlass für die Definition des Stromsee-Modells ist die Diskussion in der Öffentlichkeit über die Stromerzeugung aus fossilen Brennstoffen einerseits und aus erneuerbaren Energien andererseits. Die zweite Form wird häufig als „Ökostrom“ bezeichnet, aber dieser Begriff ist bislang nicht gesetzlich definiert und geschützt.
Das Erklärungsmodell bildet den Strom als einen See ab, der als Sammelbecken allen Stroms dient, der von den Produzenten hergestellt wird. Hierbei besteht kein Unterschied, um welche Art von Strom es sich handelt: aus Kernenergie, Erdöl, Gas oder Kohle oder aber aus den erneuerbaren Energien wie Windenergie, Solarenergie, Wasserkraft und Bioenergie. Auch der Status des Energieherstellers spielt beim Stromsee keine Rolle; er reicht vom großen Konzern bis zum privaten Betreiber eines kleinen Windparks oder einer Photovoltaikanlage.
Der Stromsee existiert ständig und hält Strom zum Verbrauch bereit. Die beinahe 1000 Produzenten befinden sich gewissermaßen an einem Ufer des Sees und die Verbraucher, die Strom aus dem See erhalten, am anderen Ufer. Es steht jederzeit Strom zur Verfügung, ungeachtet dessen, aus welcher Quelle er stammt und von welchem Anbieter ein Kunde ihn bezieht. Wenn ein Verbraucher Strom aus erneuerbaren Energien erhalten möchte, wechselt er zu einem Produzenten von Ökostrom. Dazu muss er an seinem Haus bzw. an seiner Wohnung baulich nichts verändern und der Strom kommt auf dieselbe Weise zu ihm wie bisher. Der Ökostromkunde bezieht also nicht physikalisch gesehen direkt Ökostrom, sondern sorgt dafür, dass Ökostrom in den Stromsee eingespeist wird und somit quasi die Wasserqualität im See steigt. Dabei ist zu beachten, dass einige Ökostromanbieter sich dazu verpflichten, auch in den Ausbau der erneuerbaren Energien zu investieren und auf diesem Wege dafür sorgen, dass die Wasserqualität im See steigt.

## Schwächen des Modells
Anders als es der Begriff See suggeriert, hat der Stromsee kaum eine Speicherwirkung. Zum Beispiel Pumpspeicherwerke, große Akkustationen und neuerdings auch Elektroautos mit der V2G (Vehicle to Grid) Funktion können helfen, wenn der Bedarf größer ist, als das Angebot. Für das Modell hieße dies, dass man sich einen extremen Steppensee mit einer sehr geringen Tiefe vorstellen müsste. Grob gesehen kann also nur ungefähr so viel Energie in das Netz (oder den Stromsee) eingespeist werden, wie auch gerade benötigt wird, da die genannten Energiespeicher im Vergleich zum Gesamtbedarf noch sehr klein sind. Mit dem zunehmenden Anteil an Ökostrom, dessen Verfügbarkeit vom Wetter abhängt, wird natürlich auch der Ausbau von größeren Speicherkapazitäten immer wichtiger.
Das Modell berücksichtigt in den üblichen Darstellungen und Schilderungen nicht die zu überbrückende und verlustbehaftete Entfernungen zwischen Erzeugern und Verbrauchern. Weiterhin suggeriert das Modell, dass Strom ohne Probleme von jedem Erzeugungsort zu jeder Verbrauchsstelle transportiert werden kann, dass es also keine Netzengpässe gibt. Auf diese unzulässige Vereinfachung wird oft auch mit dem Schlagwort "Kupferplatte" referenziert.